# Stanisław Trepczyński
Stanisław Trepczyński (Lodz, 7 de abril de 1924-Varsovia, 20 de junio de 2002) fue un diplomático polaco, que se desempeñó como presidente de la Asamblea General de las Naciones Unidas entre 1972 y 1973, durante el vigésimo séptimo período de sesiones.

## Biografía
Nacido en Lodz, durante la ocupación de Polonia (1939-1945) por la Alemania nazi, fue obrero. Después de la Segunda Guerra Mundial, se graduó en la Universidad de Łódź y recibió una maestría en economía.
Se unió al Comité de Lodz del Partido Obrero Polaco (posteriormente Partido Obrero Unificado Polaco, POUP) en 1946. En 1951, se convirtió en el secretario de la comisión de paz polaca. Entre 1967 y 1970 fue jefe de la oficina del secretario del POUP, y en diciembre de 1971 fue elegido para el Comité Central en el sexto congreso del partido.
Fue nombrado viceministro de asuntos exteriores en marzo de 1971, estando a cargo de las relaciones de Polonia con las organizaciones internacionales. Entre 1972 y 1973 se desempeñó como presidente de la Asamblea General de las Naciones Unidas. También dirigió la delegación polaca en las conferencias del comité consultivo político de la organización del Pacto de Varsovia.
Entre 1977 y 1981 fue embajador en Italia y Malta. Entre 1987 y 1990 integró la vicepresidencia de la Junta Ejecutiva del Fondo de las Naciones Unidas para la Infancia (Unicef).
Falleció el 20 de junio de 2002 en Varsovia, a los 78 años.

## Obra
- Stanisław Trepczyński y Michał Sadowski: El socialismo y el desarrollo nacional Archivado el 1 de febrero de 2019 en Wayback Machine.; Varsovia (1972).